# Amaury Vassili
Amaury Vassili (Ruão, 8 de junho de 1989) é um intérprete de ópera francês. Foi o representante da França no Festival Eurovisão da Canção 2011, situando-se em 15º. lugar com a canção Sognu cantada em língua corsa.

## Discografia
Álbuns de estúdio
- 2009 - Vincerò (Warner Music)
- 2010 - Canterò (Warner Music)
- 2012 - Una parte di me
- 2014 - Amaury Vassili chante Mike Brant
- 2015 - Chansons populaires
- 2018 - Amaury
- 2021 - Crescendo (MCA / East 47th Music)

Singles
- 2009 - Lucente stella
- 2009 - Mi fa morire cantando
- 2010 - Endless Love (dueto com Katherine Jenkins)
- 2011 - Sognu (Festival Eurovisão 2011)